# Большой Лебедь
Большой Лебедь — река на Среднем Урале, приток Межевой Утки. Протекает по землям муниципального образования «город Нижний Тагил» Свердловской области. Впадает в Межевую Утку слева в 40 км от её устья, примерно в 7 километрах северо-западнее посёлка Висимо-Уткинск.
Длина реки — 10 км.

## География
Истоки реки на западных склонах горы Песочная. От истока река течёт преимущественно на север, принимая ряд притоков, в том числе реку Малый Лебедь (справа).